# Anton Jurgens' Margarinefabrieken

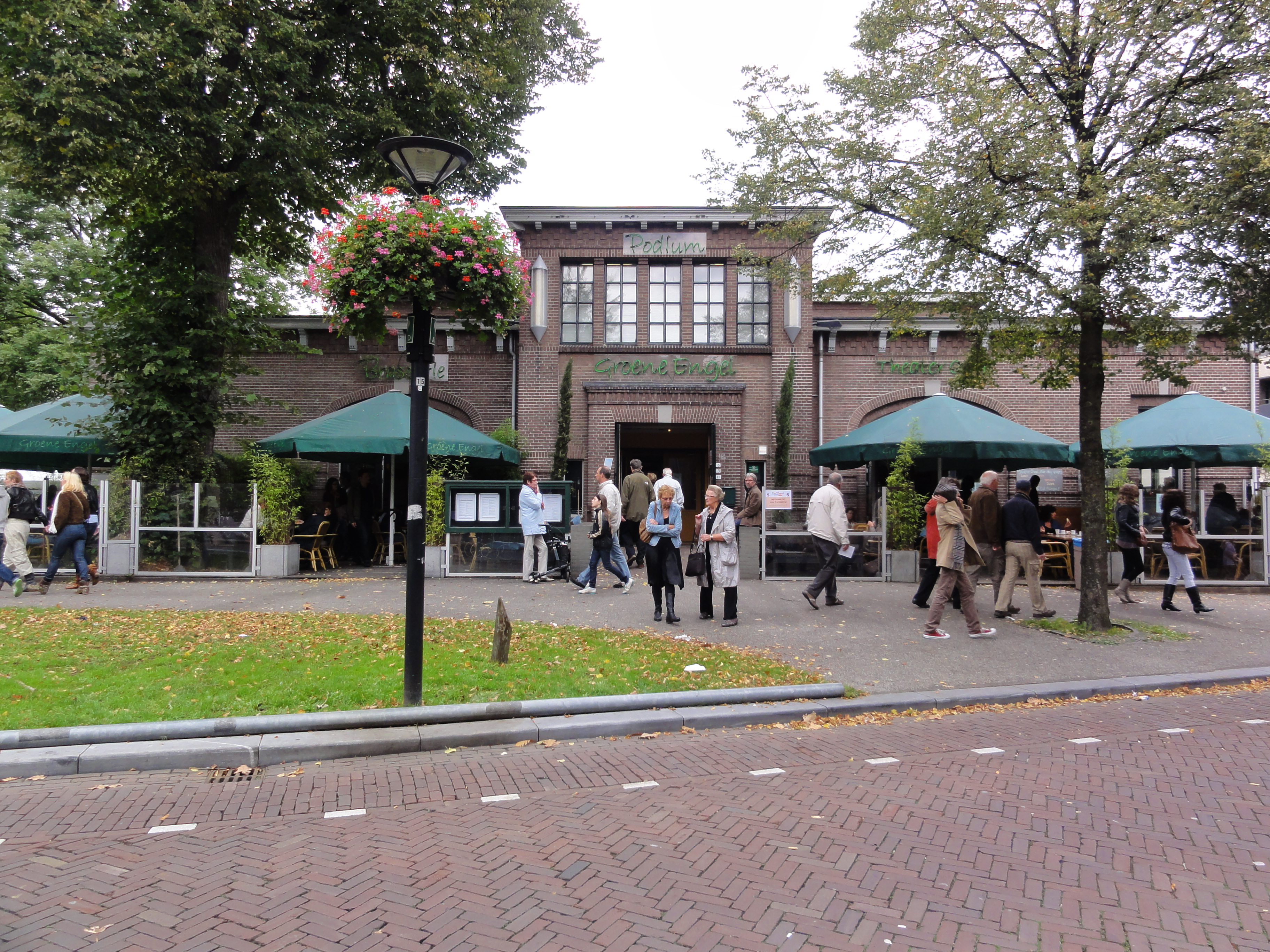
Anton Jurgens' Margarinefabriek

Anton Jurgens' Margarinefabrieken N.V. is een margarinefabriek te Oss die bestond van 1902 tot 1929. Vanaf 1912 was het hoofdkantoor gevestigd in het pand ontworpen door Charles Estourgie (1884-1950) in opdracht van de Jurgens Margarinefabrieken.

## Geschiedenis
Het was een voortzetting van Firma Antoon Jurgens uit 1867 en een eerdere Stoomboterfabriek die in 1870 werd opgericht door Antoon Jurgens en zijn zoon Jan Jurgens. Overigens waren ook Jans broers, Hendrikus Jurgens en Arnold Jurgens, bij dit familiebedrijf betrokken. De bekende ondernemer Anton Jurgens was de kleinzoon van Antoon.
De stoomboterfabriek was de eerste fabriek ter wereld waarin deze 'kunstboter' op industriële schaal werd vervaardigd.
Antoon Jurgens raakte geïnteresseerd in de Franse vinding uit 1869 omdat zijn bedrijf niet aan voldoende boter kon komen. Een zakenrelatie ontdekte de vinding en Jan Jurgens ging naar Frankrijk en kocht het patent van de uitvinder Hippolyte Mège-Mouriès. Na enig experimenteren werd een productiemethode gevonden en de productie begon in 1871. In hetzelfde jaar werd een stoomlocomobile aangeschaft, die in 1872 door een vaste stoommachine werd vervangen.
Eigenlijk waren er twee fabrieken, een van Antoon Jurgens en een van Jan Jurgens. De laatste werd in 1894 opgeheven.
Nadat in 1872 ook concurrent Simon van den Bergh met de margarineproductie was begonnen, volgden vele anderen, waaronder het Osse bedrijf Knoek & Cohen in 1878.

### Expansie in buitenland
De fabrieken van Jurgens exporteerden, evenals die van Van den Bergh, veel margarine naar Groot-Brittannië, en pas in 1884 richtten ze zich op de Nederlandse markt. Daar was hun merk echter niet bekend. Jurgens introduceerde het merk Solo en verpakte de margarine in perkamentpapier met opdruk, terwijl andere fabrikanten hun product nog in vaten bij de winkeliers afleverden.
In andere landen wilde men een eigen margarine-industrie ontwikkelen en legde daartoe importbeperkingen aan het Nederlandse product op, waarbij Duitsland het voortouw nam. Daarom opende Jurgens in 1888 een fabriek in Goch, terwijl Van den Bergh in hetzelfde jaar in Kleef een fabriek opende.

### Vertrek uit Oss
In 1890 vertrok concurrent Van den Bergh naar Rotterdam, maar in 1927 gingen beide concurrenten samen in de Margarine Unie. In 1929 vertrok ook Jurgens naar Rotterdam, en in hetzelfde jaar ging de Margarine Unie samen met Lever Brothers uit Engeland en werd Unilever opgericht, dat uitgroeide tot een wereldconcern.
Het pand van de Rotterdamse margarinefabriek Van den Bergh & Jurgens is nog steeds in gebruik als margarinefabriek, al opereert deze onder de naam Unilever.
Het fabrieksterrein werd in 1930 in gebruik genomen door Philips, en een deel van het complex was vanaf 1936 tijdelijk in gebruik bij tapijtfabrikant Desso.